# パンジャーブ州 (インド)
パンジャーブ州（パンジャーブしゅう、パンジャーブ語: ਪੰਜਾਬ、ヒンディー語: पंजाब、英語: Punjab）は、インド北西部の州。州都はチャンディーガル。

## 地理
パンジャーブは「5つの河」という意味のペルシア語（「پنج （パンジ：5）」+「آب（アーブ：水）」）が起源で、その名の通りインダス川と支流の5つの河が織り成す豊かな地方である。インダス川水系の河川が作り出した沖積平野である。
インドの中では比較的小さな州である。更に大きなパンジャーブ地域の一部で、インドのパンジャーブ州のほか、パキスタン領にもパキスタンのパンジャーブ州がある。東にヒマーチャル・プラデーシュ州、南にハリヤーナー州、南西にラージャスターン州と接する。

### 地域

#### 地方行政区分

パンジャーブ州の地方行政区分

- アムリトサル県（英語版） (Amritsar District)
- バルナーラー県（英語版） (Barnala District)
- バティンダー県（英語版） (Bathinda District)
- ファリードコート県（英語版） (Faridkot District)
- ファテーガル・サーヒブ県（英語版） (Fatehgarh Sahib District)
- フィールーズプル県（英語版） (Firozpur District)
- グルダースプル県（英語版） (Gurdaspur District)
- ホーシヤールプル県（英語版） (Hoshiarpur District)
- ジャーランダル県（英語版） (Jalandhar District)
- カプールタラー県（英語版） (Kapurthala District)
- ルディヤーナー県（英語版） (Ludhiana District)
- マーンサー県（英語版） (Mansa District)
- モーガー県（英語版） (Moga District)
- モーハーリー県（英語版） (Mohali District)
- スリ・ムクトサル・サーヒブ県（英語版） (Sri Muktsar Sahib District)
- シャーヒー・バガト・シング・ナガール県（英語版） (Shahid Bhagat Singh Nagar District)・・・旧ナワーン・シェヘル県（英語版） (Nawanshahr District)
- パティヤーラー県（英語版） (Patiala District)
- ループナガル県（英語版） (Rupnagar District)
- サングルール県（英語版） (Sangrur District)
- タルン・タラン県（英語版） (Tarn Taran District)

#### 都市
主な都市
- アムリトサル：119万人
- カプールタラー：10万人
- ジャランダル：86万人
- チャンディーガル：106万人（州都）
- ナーバー：7万人
- パティヤーラー：76万人
- ファリードコート：9万人
- フィールーズプル：11万
- ルディヤーナー：162万人

## 歴史
- 1919年4月13日 - アムリットサル事件
- 1984年6月3日～6月6日 - ブルースター作戦（黄金寺院事件）

## 経済

### 第一次産業
穀物生産量は、州の規模からすると大きい。2002年に生産された米890万トン（玄米重量）はインド全体の12％、小麦1,420万トンは22％にも当たる。

## 住民

### 民族
パンジャーブ人、en:Arain、ジャート族、en:Chamar、en:Scheduled Castes and Scheduled Tribes、ラージプート、en:Malik Jat clan、en:Khatri、en:Aheer、en:Gurjar。

### 言語
州の公用語はパンジャーブ語。

### 宗教
シク教の総本山ハリマンディル・サーヒブ（黄金寺院）があり、シク教徒が多い。

## スポーツ
クリケットはパンジャーブ州で非常に人気の高いスポーツである。最も象徴的な現代エンターテイメントとも言われ、ボリウッド映画より人気が高いと評される。トゥエンティ20形式のプロリーグであるインディアン・プレミアリーグ (IPL)所属のパンジャーブ・キングスがモーハーリーに所在している。2014年シーズンには準優勝を経験した。ホームスタジアムはPCAインデルジート・シン・ビンドラ・スタジアムであり、過去にはクリケット・ワールドカップの1996年大会と2011年大会で試合会場にもなっている。IPLの1試合当たりの放映権料は約11億4000万ルピー（約20億円）であり、サッカーのプレミアリーグなどを上回り、世界のプロスポーツリーグでNFLに次ぐ2位となった。2022年のフォーブスの発表によると、パンジャーブ・キングスの資産価値は9億2500万ドルであり、北米4大プロスポーツリーグや欧州サッカーの強豪チームに劣らない規模がある。

## パンジャーブを起源に持つ著名人
- ジューヒー・チャーウラー（映画スター）
- ゴーヴィンダー（英語版）（映画スター）
- チャダ（邦楽演歌歌手）
- タイガー・ジェット・シン（プロレスラー）
- ブラックマンバ (格闘家)カナダ在住
- ダレル・メヘンディ (歌手）
- バリー・サグー（音楽プロデューサー, DJ）英国在住
- パンジャービーMC（音楽プロデューサー, DJ, ラッパー）英国在住
- アパッチ・インディアン（歌手）英国在住
- パーミンダ・ナーグラ（映画女優）英国在住
- サニー・レオーネ（ポルノ女優）カナダ在住
- バガト・シン（独立運動家）
- マンモハン・シン（第13代首相）
- グル・ナーナク（シク教開祖）
- ボビー・ジンダル（第61代アメリカ合衆国ルイジアナ州知事）米国在住
- モハメド・ラフィ (歌手、プレイバックシンガー)